# Адамівка (Борзнянська міська громада)
Ада́мівка — село в Україні, у Борзнянській міській громаді Ніжинського району Чернігівської області.
В селі Адамівка налічується 100 дворів, населення — 120 осіб.

## Географія

### Клімат
| Клімат Адамівки           | Клімат Адамівки | Клімат Адамівки | Клімат Адамівки | Клімат Адамівки | Клімат Адамівки | Клімат Адамівки | Клімат Адамівки | Клімат Адамівки | Клімат Адамівки | Клімат Адамівки | Клімат Адамівки | Клімат Адамівки | Клімат Адамівки |
| Показник                  | Січ.            | Лют.            | Бер.            | Квіт.           | Трав.           | Черв.           | Лип.            | Серп.           | Вер.            | Жовт.           | Лист.           | Груд.           | Рік             |
| Середній максимум, °C     | −3,2            | −2,1            | 3,0             | 12,9            | 20,5            | 23,6            | 24,9            | 24,2            | 18,9            | 11,7            | 3,9             | −0,2            | 11              |
| Середня температура, °C   | −6,4            | −5,4            | −0,5            | 8,2             | 15,0            | 18,2            | 19,6            | 18,7            | 13,7            | 7,5             | 1,3             | −2,9            | 7               |
| Середній мінімум, °C      | −9,5            | −8,7            | −4              | 3,6             | 9,6             | 12,9            | 14,3            | 13,2            | 8,5             | 3,4             | −1,3            | −5,6            | 3               |
| Норма опадів, мм          | 42              | 34              | 34              | 43              | 44              | 70              | 79              | 62              | 47              | 39              | 48              | 50              | 592             |
| ------------------------- | --------------- | --------------- | --------------- | --------------- | --------------- | --------------- | --------------- | --------------- | --------------- | --------------- | --------------- | --------------- | --------------- |
| Джерело: climate-data.org |                 |                 |                 |                 |                 |                 |                 |                 |                 |                 |                 |                 |                 |

## Історія
5 жовтня  1943 року через село проїздив військовий кореспондент газети "Правда" Лазар Бронтман. Ось як він описує це в своєму щоденнику:
|  | Більшість сіл, однак, вціліло. У населення зберіглась худоба, птиця, хліб, городи. Живуть міцно. Під селом Адамівка, Борзинського району Чернігівської області зустріли колгоспників «Червоний Клич». Вони сіяли жито ( «100 га вже, треба ще 20»). П'ять пар здоровенних відгодованих биків. Як зберегли? Ховали в лісі. Під'їжджаючи до цього села зустріли селянку. Везла на коні картоплю. Ми зупинилися дізнатися дорогу. Розповіла, що чоловіка недавно взяли в солдати, а вдома - четверо дітей. Мій шофер, щоб заспокоїти, сказав, що зараз багатьох мобілізованих повертають назад. - Ох, якби повернули мужика - я б корову віддала б, не пошкодувала. От психологія! За чоловіка, мабуть, можна віддати і корову. |

12 червня 2020 року, відповідно до розпорядження Кабінету Міністрів України № 730-р «Про визначення адміністративних центрів та затвердження територій територіальних громад Чернігівської області», село увійшло до складу Борзнянської міської громади.
19 липня 2020 року, в результаті адміністративно-територіальної реформи та ліквідації Борзнянського району, увійшло до складу Ніжинського району Чернігівської області.